# Amphoe Bueng Bun
Amphoe Bueng Bun (in Thai อำเภอ บึงบูรพ์) ist ein Landkreis (Amphoe – Verwaltungs-Distrikt) in der Provinz Si Sa Ket. Die Provinz Si Sa Ket liegt in der Nordostregion von Thailand, dem so genannten Isan. 

## Geographie
Amphoe Bueng Bun grenzt an die folgenden Distrikte (von Norden im Uhrzeigersinn): an die Amphoe Rasi Salai, Uthumphon Phisai und Pho Si Suwan in der Provinz Si Sa Ket, sowie an Amphoe Rattanaburi der Provinz Surin.

## Geschichte
Bueng Bun wurde am 18. Juli 1988 zunächst als „Zweigkreis“ (King Amphoe) eingerichtet, indem die vier Tambon Po, Dot, Siao und Nong Ma vom Amphoe Uthumphon Phisai separiert wurden. 
1979 wurden alle Tambon bis auf Po zurück zu Uthumphon Phisai zugeordnet. 
Am 4. Juli 1994 wurde Bueng Bun zum Amphoe heraufgestuft.

## Verwaltung

### Provinzverwaltung
Der Landkreis Bueng Bun ist in zwei Tambon („Unterbezirke“ oder „Gemeinden“) eingeteilt, die sich weiter in 25 Muban („Dörfer“) unterteilen.
| Nr. | Name      | Thai  | Muban | Einw. |
| --- | --------- | ----- | ----- | ----- |
| 1.  | Po        | เป๊าะ  | 16    | 6.177 |
| 2.  | Bueng Bun | บึงบูรพ์ | 09    | 4.502 |

### Lokalverwaltung
Es gibt eine Kommune mit „Kleinstadt“-Status (Thesaban Tambon) im Landkreis:
- Bueng Bun (Thai: เทศบาลตำบลบึงบูรพ์), bestehend aus dem gesamten Tambon Bueng Bun sowie Teilen des Tambon Po.

Es gibt eine Kommune mit „Kommunalverwaltungsorganisation“-Status (Tambon-Verwaltungsorganisationen) im Landkreis:
- Po (Thai: องค์การบริหารส่วนตำบลเป๊าะ)